# Todd Hamilton
Todd Hamilton, né le 18 octobre 1965 à Galesburg dans l'Illinois, est un golfeur américain.